# Alba-madonna
De Alba-madonna is een tondo van Rafaël uit circa 1510. Het werk maakt sinds 1937 deel uit van de collectie van de National Gallery of Art in Washington D.C..

## Herkomst
Mogelijk werd het schilderij in opdracht van Paolo Giovio gemaakt na Rafaëls verhuizing van Florence naar Rome. In 1528 werd Giovio bisschop van Nocera de' Pagani. Hij zou het schilderij aan het klooster van Santa Maria dei Miracoli in Nocera Inferiore gedoneerd kunnen hebben. Een andere manier waarop het schilderij daar terecht gekomen kan zijn is dat de stichter van het klooster, de condottiero Giambattista Castaldo, het geschonken heeft. Hij zou het buitgemaakt kunnen hebben tijdens de plundering van Rome in 1527, waaraan hij had deelgenomen.
Het schilderij werd in 1686 gekocht door de onderkoning van Napels, Gaspar Méndez de Haro, die het schilderij meenam naar Spanje. Bij zijn dood het jaar daarop erfde zijn dochter het schilderij. Zij trouwde met Francisco Álvarez de Toledo y Silva, die in 1711 de tiende hertog van Alva werd. Gedurende de achttiende eeuw behoorde het schilderij toe aan het Spaanse Huis Alva, wiens naam het draagt.
De erfgenamen van María Cayetana de Silva, dertiende hertogin van Alva, verkochten de tondo aan de diplomaat Edmund Bourke, destijds Deens ambassadeur in Spanje en later in Frankrijk en Engeland. Hij verkocht het schilderij in 1820 in Londen aan William Gordon Coesvelt. Deze verkocht het op zijn beurt in 1836 aan Nicolaas I van Rusland, die het tot een van de hoogtepunten van de Hermitage in Sint-Petersburg maakte. Bijna een eeuw later, in 1931, verkocht de regering van de Sovjet-Unie het heimelijk aan Andrew Mellon voor 2,5 miljoen roebel (ongeveer 1,1 miljoen dollar). Mellon doneerde zijn collectie aan de National Gallery bij de oprichting in 1937, na een lang geschil met de regering van Roosevelt over zijn belastingverplichtingen voor de aankoop.

## Voorstelling
Het schilderij is een voorbeeld van een Madonna van de nederigheid (Madonna dell'Umiltà), waarbij Maria op de grond of op een kussen zit met het kindje Jezus op haar schoot. Links knielt de kleine Johannes de Doper, die een kruis omhoog houdt dat Jezus vastpakt. Dit gebaar, dat lijkt op een spel tussen kinderen, heeft religieuze betekenis, Christus aanvaardt zijn lot, aangekondigd door Johannes de Doper. Alle ogen komen samen op het kruis, dat het steunpunt van de compositie vormt. Maria draagt een pastelkleurige jurk, met een tulband op haar hoofd en sandalen. De aureolen zijn nog slechts met een dunne gouden lijn weergegeven.
De drie figuren zijn gegroepeerd aan de linkerkant in het ronde ontwerp, maar het beeld wordt in evenwicht gehouden door de uitgestrekte linkerarm van de Madonna die een boek vasthoudt, en het wapperende stof van haar mantel. Hierdoor ontstaat een piramidevormige compositie, typisch voor de hoogrenaissance.
De invloed van Florentijnse meesters zoals Leonardo da Vinci en Michelangelo is duidelijk zichtbaar, bijvoorbeeld in de genuanceerde weergave van de huidtinten. De compositie van de Alba-madonna vertoont gelijkenis met Leonardo's Madonna in de grot, waarop ook gedetailleerd weergegeven planten rondom de hoofdpersonen te zien zijn. De rijkdom aan referenties en de zorgvuldige studie van de compositie doen echter niets af aan het gevoel van directheid en spontaniteit dat de werken van Rafaël kenmerkt.

## Afbeeldingen

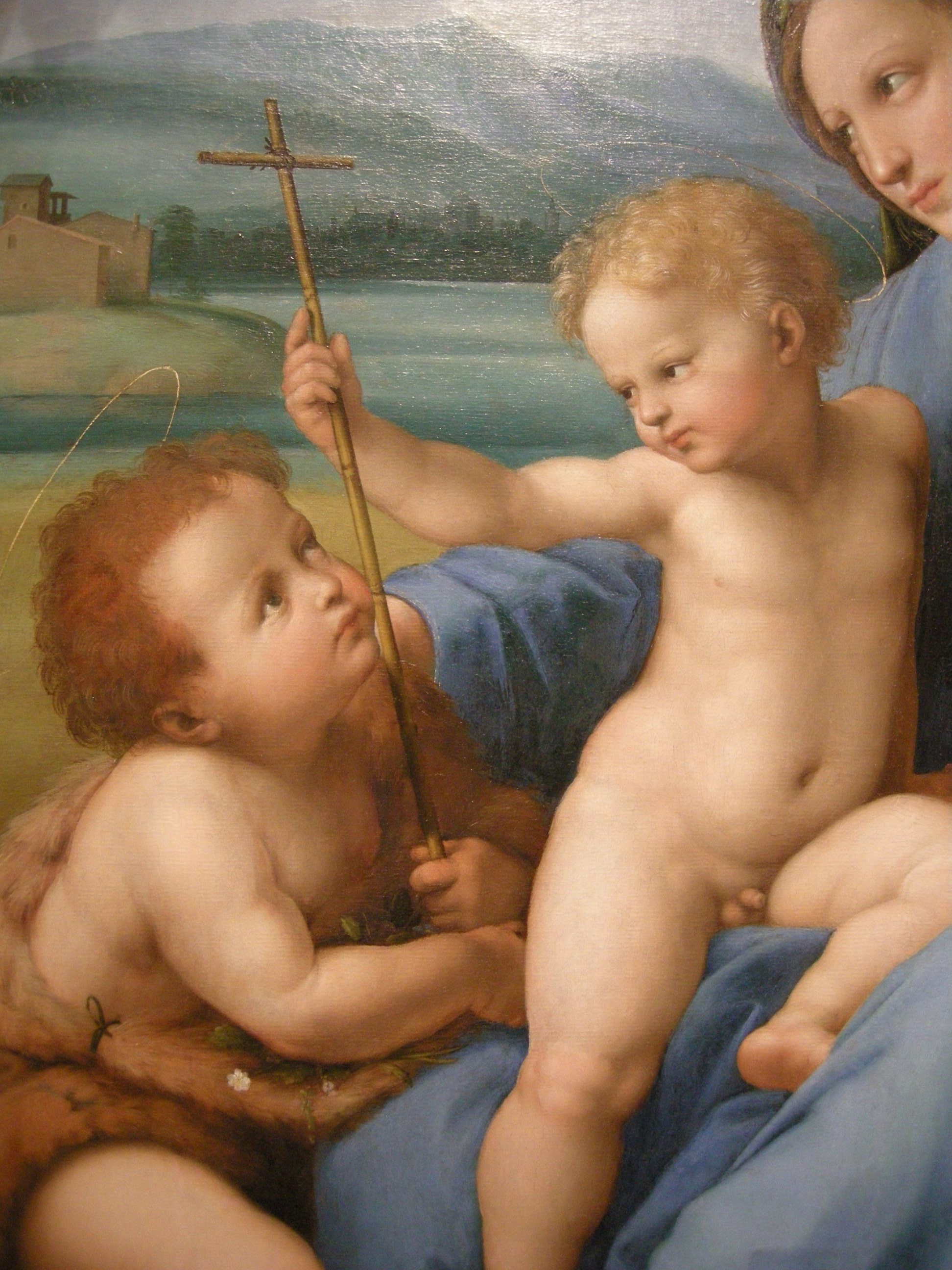
Detail
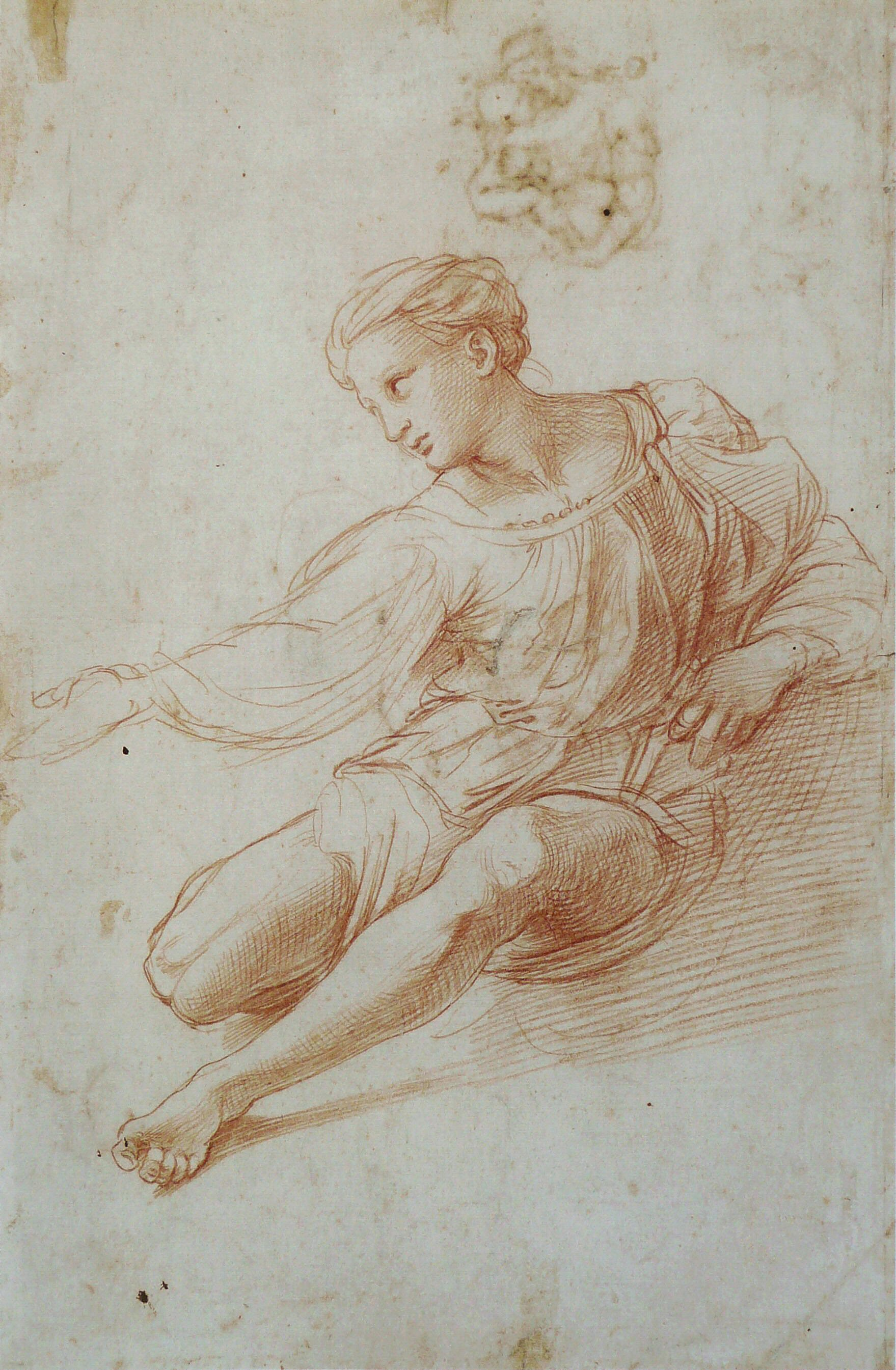
Voorbereidende schets
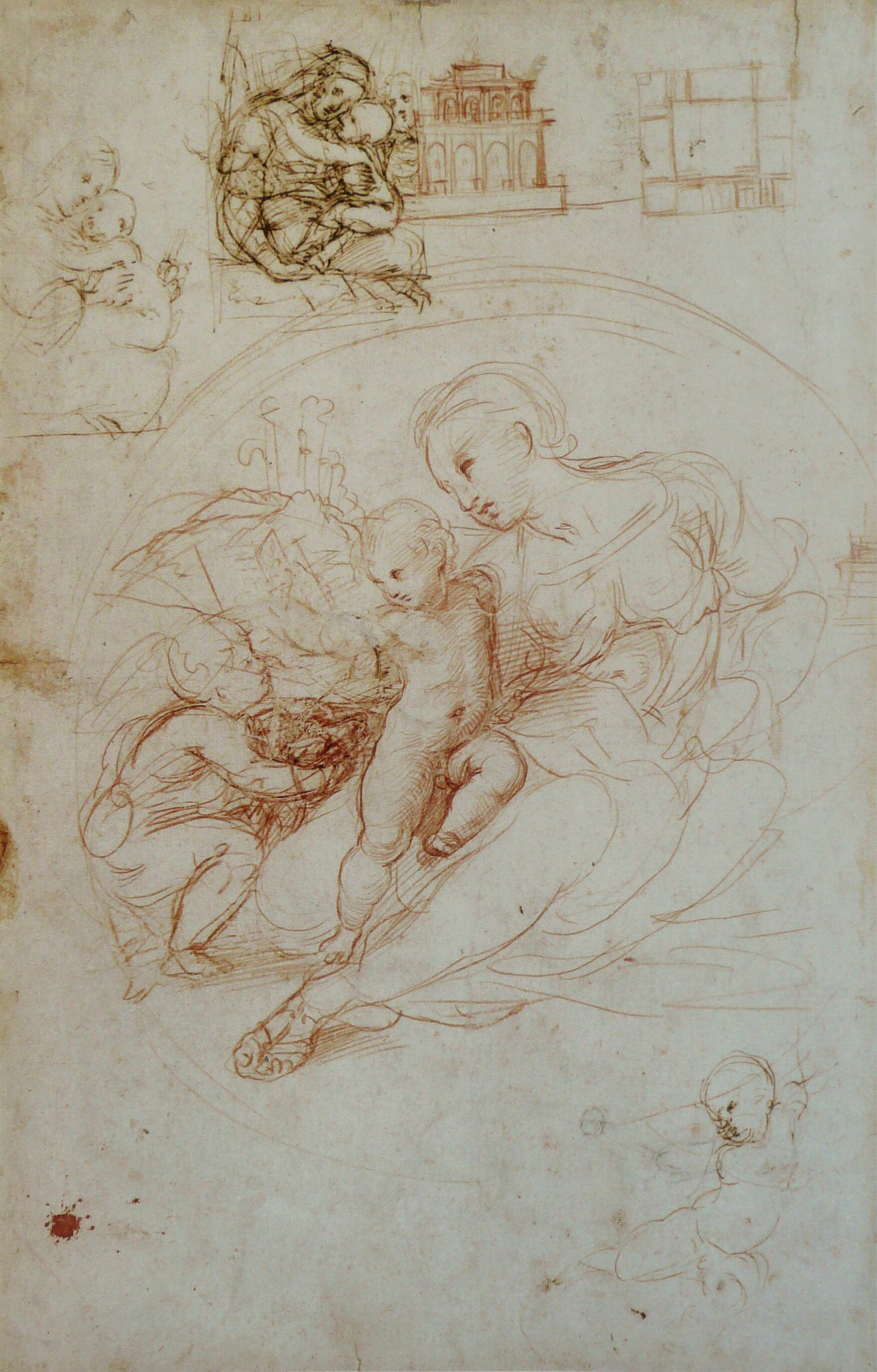
Voorbereidende schets
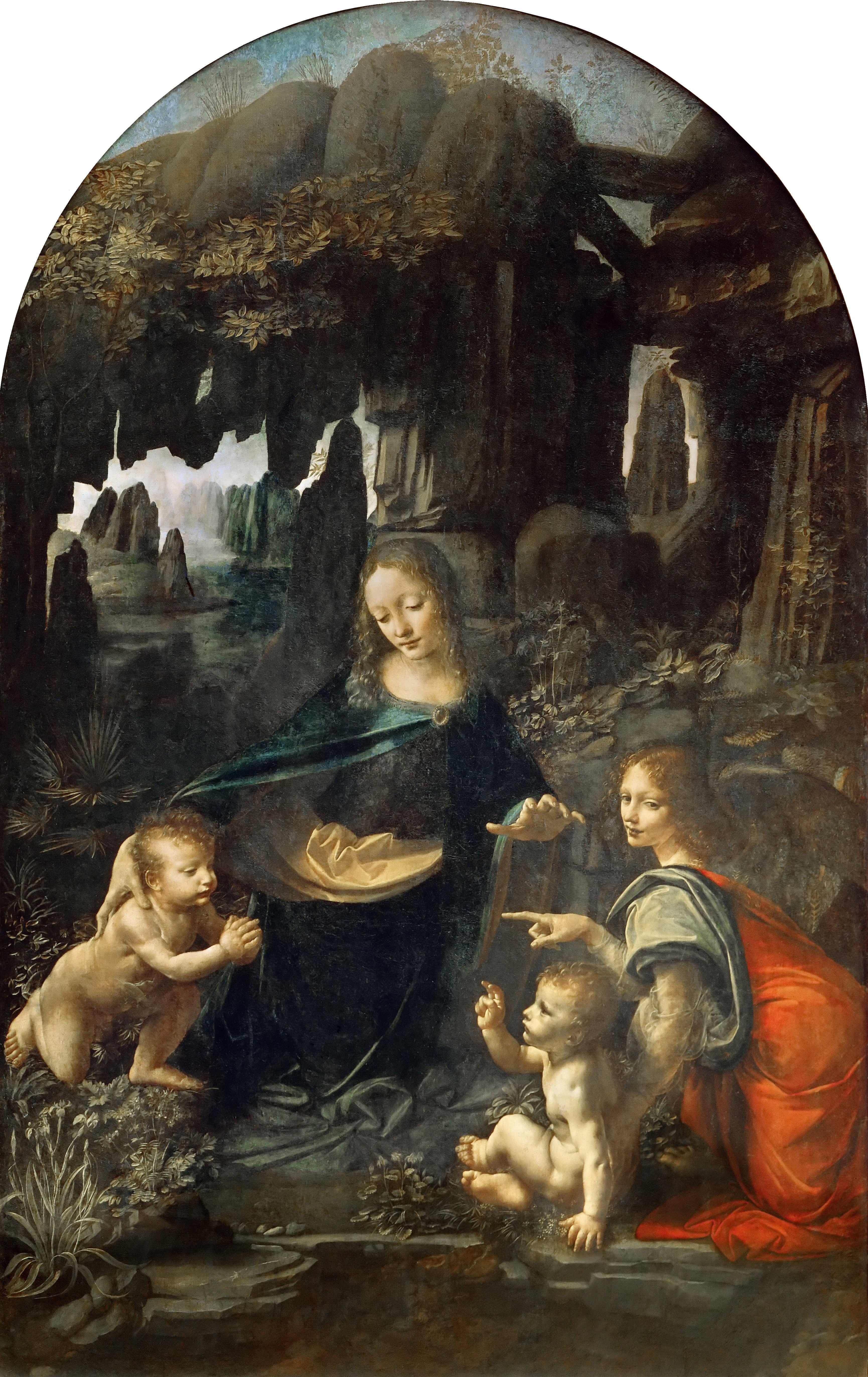
Madonna in de grot - Leonardo da Vinci